# 단양 구인사 금동구층소탑
단양 구인사 금동구층소탑(丹陽 救仁寺 金銅九層小塔)은 충청북도 단양군 영춘면 구인사에 있는 고려시대의 금동탑이다. 2001년 7월 13일 충청북도의 유형문화재 제209호로 지정되었다.

## 개요
고려시대 금동으로 조성한 9층의 이 소탑은 목탑형식을 따른 희귀한 양식의 탑이다. 기단부는 결실되었고 1층부터 5층까지는 분리와 조립이 가능하도록 되어있다.
6층부터 상륜부까지는 하나의 구조물로 형성되었다. 또한 각 층의 처마에는 풍경을 달았던 흔적이 잘 남아있다.

## 참고 자료
- 단양 구인사 금동구층소탑 - 국가유산청 국가유산포털